# Horacio Vargas
Horacio Vargas este un jurnalist. În 1990, a fost unul dintre fondatorii revistei "QRosario/12", unde în prezent ocupă funcția de redactor-șef.De asemenea, a fost corespondent al revistei "El Periodista" din Buenos Aires, colaborator al revistelor "Sex Humor", "El Porteño" și "Estación 90"; și redactor al săptămânalului sportiv "Rumbo a la A". A fost profesor la Filiala din Rosario a școlii de jurnalism "TEA" (Taller Escuela Agencia).  
A scris 4 cărți: “Crónicas de Rosario” (Cronică din Rosario), “El Negro Fontanarrosa”, “Fito Páez, la vida después de la vida” (Fito Paez, viața după viață) și  “Reutemann, el conductor“ (Reutemann, șoferul) TAre o casă de discuri, BlueArt, cu care a câștigat un Grammy latin ca producător al albumului "Postangos en vivo en Rosario" de Gerardo Gandini.  